# Дьяволы (фильм, 2002)
«Дьяволы» (фр. Les diables) — франко-испанский художественный фильм Кристофа Ружжиа 2002 года.

## Содержание
12-летние брат и сестра Жозеф (Венсан Ротье) и Хлое (Адель Энель) направляются пешком в Марсель, где, как считает Жозеф, находится их родной дом и их родители. Они передвигаются по лесу и сельской местности и в темное время суток, чтобы не быть замеченными полицией, проникая в загородные виллы в поисках пропитания. 
Хлое больна аутизмом (хотя прямо об этом в фильме не говорится). Она не умеет говорить, не контактирует с окружающими, не переносит прикосновений, и любые действия, будь то есть, спать, идти, она выполняет только с подсказки брата. Но при этом она с невероятной быстротой и точностью умеет собирать из кусочков разноцветной пластмассы и стекла, которые всегда носит с собой в пакете, изображение дома. Это всегда один и тот же двухэтажный дом, с жёлтыми стенами, синими ставнями и большим деревом, к ветке которого привязаны качели. Жозеф уверен, что так выглядит их родной дом.
В следующем кадре полиция с собаками преследует героев в лесу. Они оказываются в полицейском участке, где со слов полицейского, читающего их личное дело, становится известно, что Жозефа и Хлое бросили вскоре после рождения. Они были найдены на улице в Марселе. Когда им было полгода, их разлучили. Хлое поместили в специальную больницу, а Жозефа отдали приемной семье. С пяти лет Жозеф начал требовать встречи с сестрой. С шести лет он постоянно сбегал из дома, чтобы найти сестру. После этого Жозефа помещали в разные приюты, пока один не согласился принять их обоих. Два года они прожили в этом приюте, но за четыре месяца до начала событий, описанных в фильме, они пропали.
Из полиции детей направляют в приют, где директор (Доминик Реймо) предупреждает Жозефа, что им дают последний шанс быть вместе. Детский психолог Доран (Жак Боннаффе) пытается убедить Жозефа, что дом, который складывает Хлое, не может быть изображением их родного дома, и соответственно, нет смысла искать его, что Хлое складывает дом, только чтобы сделать ему приятно. И что мечты Жозефа о том, что Хлое выздоровеет, оказавшись в их родном доме, не имеют ничего общего с реальностью, а только вредят Хлое и ему самому. 
Через некоторое время Доран сообщает Жозефу, что в приют приходила его мать, которая тоже всё время его искала, и что его отец умер, но Хлое должна будет остаться в приюте, потому что у неё благодаря Дорану наметился прогресс в развитии. Жозеф спорит с ним, пытаясь убедить, что всё, что нужно Хлое, это оказаться в родном доме. Но Доран остаётся непреклонен.
Встретившись с матерью (Орелия Пети), Жозеф в первую очередь просит её забрать его и Хлое вместе, но мать отвечает, что забрать Хлое домой невозможно. Далее она сбивчиво рассказывает, что в тот день, когда она его бросила, она была не в себе (видимо, это связано со смертью отца Жозефа) и, увидев на тротуаре другого младенца, она положила маленького Жозефа рядом, то есть Хлое ему не сестра. Но, одержимый идеей о выздоровлении Хлое в её родном доме, Жозеф приходит в ярость и говорит ей, что она не его мать и всё, что она рассказала, неправда. Жозеф разбивает стеклянную дверь. Мать пытается остановить его, но Жозеф наносит ей удар стеклом по лицу и сбегает с Хлое, преодолев ограждение по сваленному дереву.
После побега Жозеф обнаруживает у себя в руках сумку матери и, открыв её, находит документы с указанием места регистрации матери и ключи от дома. Добравшись до Марселя, они находят дом матери, и, хотя он и не похож на тот дом, который собирала Хлое, Жозеф надеется на её выздоровление. Но когда они оказываются внутри, с Хлое ни происходит никаких перемен. После того как они покинули дом матери, Жозеф не знает, что делать дальше, но Хлое ведёт его в известном только ей направлении и приводит его к дому, напоминающему дом с изображения, собираемого Хлое. Жозеф, смирившись с тем, что Хлое не его сестра, и подумав, что это дом её родителей, уговаривает Хлое не входить в дом, так как её родители обязательно их разлучат. Но Хлое входит в дом. Хозяев в доме не оказывается, и с Хлое снова не происходит никаких изменений. Тогда Жозеф спрашивает Хлое, с какой же целью они тогда искали этот дом, может, для того, чтобы его разрушить и отомстить её родителям. Жозеф начинает крушить мебель, и, найдя бензин, устраивает пожар в доме.
Приехавшая полиция арестовывает их. Жозефа отправляют в тюрьму, где он пытается покончить жизнь самоубийством, повесившись на шнурке, но подоспевший надзиратель возвращает его к жизни. После этого Жозефа переводят в другую тюрьму, но при этапировании ему удается бежать. Он находит Хлое в больнице в бессознательном состоянии, подключенную к системе жизнеобеспечения, и уносит её на руках.
После побега они живут в заброшенном железнодорожном туннеле. Так как мечты Жозефа о выздоровлении Хлое не сбылись, у него появляется новая идея — уехать с Хлое в место, где их не будут искать (видимо за границу). Для этого он совершает ограбления, отбирая портфели у людей, выходящих из банков.
Из-за того, что Жозеф ухаживает за беспомощной сестрой, у Хлое исчезает страх перед прикосновениями, и она начинает сама искать его прикосновений. Скоро её проявления нежности переходят в сексуальную сферу. Сначала Жозеф противится этому, но со временем отвечает ей взаимностью.
Жозеф отправляется к дому матери. Дождавшись, когда мать выйдет из дома, Жозеф начинает преследовать её по ночной улице. Слыша шаги за спиной, мать ускоряет шаг. Путь Жозефу преграждает полицейская машина. Мать, обернувшись, видит что это был Жозеф, но уходит. Вышедший из машины полицейский спрашивает у Жозефа, что он делает на улице ночью, и просит назвать фамилию, чтобы проверить её по компьютеру. Жозеф ударяет его ножом в живот и убегает в переулок. Второй полицейский стреляет и попадает Жозефу в плечо.
Вернувшись в тоннель, Жозеф обнаруживает, что все деньги, которые он скопил на дорогу, порваны на мелкие кусочки, и из этих разноцветных кусочков Хлое собрала изображение дома. В тоннель спускаются полицейские, но Жозефу и Хлое удается бежать.
В следующем кадре, утром следующего дня, окровавленный Жозеф и Хлое идут по центральной пешеходной улице Марселя. Хлое, улыбаясь, прикасается к прохожим и берет их за руки. Потом берет Жозефа за руку, подводит к зданию и жестами просит его позвонить в звонок. Дверь открывается и выходит мужчина, внешне похожий на Хлое (Фредерик Пьеро). Жозеф говорит, что произошёл несчастный случай и просит позвонить. Мужчина запускает детей в дом и показывает Жозефу, где находится телефон, но Хлое убегает в другую комнату. Мужчина догоняет Хлое, но когда возвращается с ней в гостиную, видит Жозефа приставившего нож к шее его жены. Жозеф говорит ему, что не хочет делать им ничего плохого, но если он подойдет, то Жозеф перережет ей горло.
В следующем кадре счастливая Хлое бегает по дому и забегает в каждую комнату. Обессиленный от потери крови Жозеф беседует с испуганными и связанными хозяевами дома. Спрашивает у них, давно ли они живут в этом доме, на что те отвечают, что довольно таки давно. Жозеф говорит хозяевам дома, что им всего лишь надо отдохнуть, и они с Хлое выходят во двор, где Хлое начинает качаться на качелях повторяя первое произнесенное в фильме слово — «Жозеф». Жозеф видит, что этот дом и стоящее с ним рядом дерево с качелями полностью повторяют изображение, которое собирала из кусочков пластмассы и стекла Хлое.

## Художественные особенности
В фильме присутствуют сцены обнаженной натуры, а также сексуальные сцены с участием актеров младше 16 лет.

## В ролях
| Актёр          | Роль        |
| -------------- | ----------- |
| Адель Энель    | Хлоя        |
| Венсан Ротье   | Жозеф       |
| Роди Лабиди    | Карим       |
| Жак Боннаффе   | Доран       |
| Орелия Пети    | мать Жозефа |
| Галамела Лагра | Джамель     |
| Доминик Реймон | директор    |
| Фредерик Пьеро |             |
| Даниэль Амбри  |             |

## Саундтрек

### № Название /Исполнитель
1. «Once upon a time» (музыка из фильма «Ночь охотника») — Вальтер Шуманн
2. «Africa» — Рико Родригез
3. «I’ve lost my ignorance (and don’t know where to find it» — Dream Warriors & Gang Starr
4. «Where ya' heart at» — Mobb Deep